# 张士柏
张士柏，1973年出生，美籍华人企业家。浙江宁波人。

## 经历
在臺灣出生成長，12岁时，随全家迁居美国。1987年2月12日，当时14岁的张士柏作为美国少年游泳队的队员，参加例行训练，以迎接比赛。训练中由于起跳用力过猛，头部触及游泳池池底，造成颈椎骨断裂，从而导致高位截瘫。
高中以25门课全优的成绩毕业，获得老布什总统签名颁发的学业优秀成绩奖。随后入读斯坦福大学，并以两年修完四年的本科课程。后获得美国斯坦福大学经济学博士学位。
曾任投资家巴菲特的经济师。创办了张士柏英语网（Patrick English Network, PEN）和张士柏英语培训中心。

## 相关媒体
- 美国电视剧《生命交响曲》，以张的经历为题材
- 科教记录片《华人纵横天下——张士柏》
- 《美国梦》，美籍华人刘晓英著

## 链接
- 张士柏英语网 （页面存档备份，存于）